# Berkeley DB
Berkeley DB (BDB) — високопродуктивна вбудовувана система керування базами даних, реалізована у вигляді бібліотеки. Нереляційна система — зберігає пари «ключ — значення» як масиви байтів і підтримує багато значень для одного ключа.
У системі відсутній мережевий доступ — програми використовують базу даних через виклики внутрішньопроцесного API. SQL підтримується як один з інтерфейсів, починаючи від версії 5.0 (2010). Підтримуються як ACID-транзакції, детальні блокування, інтерфейс розподілених транзакцій XA, гаряче резервне копіювання та реплікація. Може слугувати як засобом для побудови індексів, що зберігаються, так і сховищем даних. Існують засоби для роботи з Berkeley DB на більшості популярних мов програмування, серед яких Perl, Python, PHP, Ruby.
Першу версію створено в Університеті Берклі під час розробки BSD версії 4.3 (червень 1986 року). Netscape попросила авторів Berkeley DB покращити та розширити бібліотеку — на той час версію 1.85, — щоб вона задовольняла їхні вимоги щодо використання в сервері LDAP та у вебоглядачі Netscape. Цей запит привів до створення Sleepycat Software, яка зайнялася розвитком і комерціалізацією проєкту. Від кінця 1990-х система входить до складу більшості дистрибутивів Linux. У лютому 2006 року Sleepecat Software поглинула корпорація Oracle. Поширювалася під ліцензією Sleepycat Public License, схваленою OSI та FSF; починаючи від версії 6.0.20, переведена на ліцензію AGPL (2013), тоді ж з'явилася можливість придбати пропрієтарну ліцензію для використання в закритих проєктах. 2020 року СУБД отримала щорічну премію SIGMOD у номінації «Системи».
Oracle поширює BDB у трьох варіантах:
- Berkeley DB — власне бібліотека на Сі;
- Berkeley DB Java — бібліотека, переписана на Java (підтримка Google Android, Apache Maven);
- Berkeley DB XML — бібліотека на Сі, що реалізує XML-СКБД на основі Berkeley DB із засобами роботи з XML (Xerces, XPath, XQuery, XQilla).